# Queensland Open 1970
Il Queensland Open 1970 è stato un torneo di tennis giocato sul erba. È stata la 75ª edizione del torneo di Brisbane, che fa parte del Tornei di tennis maschili indipendenti nel 1970 e dei Tornei di tennis femminili indipendenti nel 1970. Il torneo si è giocato a Brisbane in Australia dal 9 al 15 novembre 1970.

## Campioni

### Singolare maschile
Bob Giltinan ha battuto in finale  Ross Case con il punteggio di 6–3 6–0 2–6 6–2

### Doppio maschile
Informazione non disponibile

### Singolare femminile
Evonne Goolagong ha battuto in finale  Glynis Coles con il punteggio di 6–0, 7–5

### Doppio femminile
Informazione non disponibile